# Городская больница № 1 (Севастополь)
Городская больница № 1 им. Н. И. Пирогова — многопрофильное лечебно-профилактическое учреждение г. Севастополя, находится на Площади Восставших по адресу ул. Адмирала Октябрьского, 19. Включает в себя стационар на 792 койки, четыре поликлиники и амбулаторию семейной медицины.

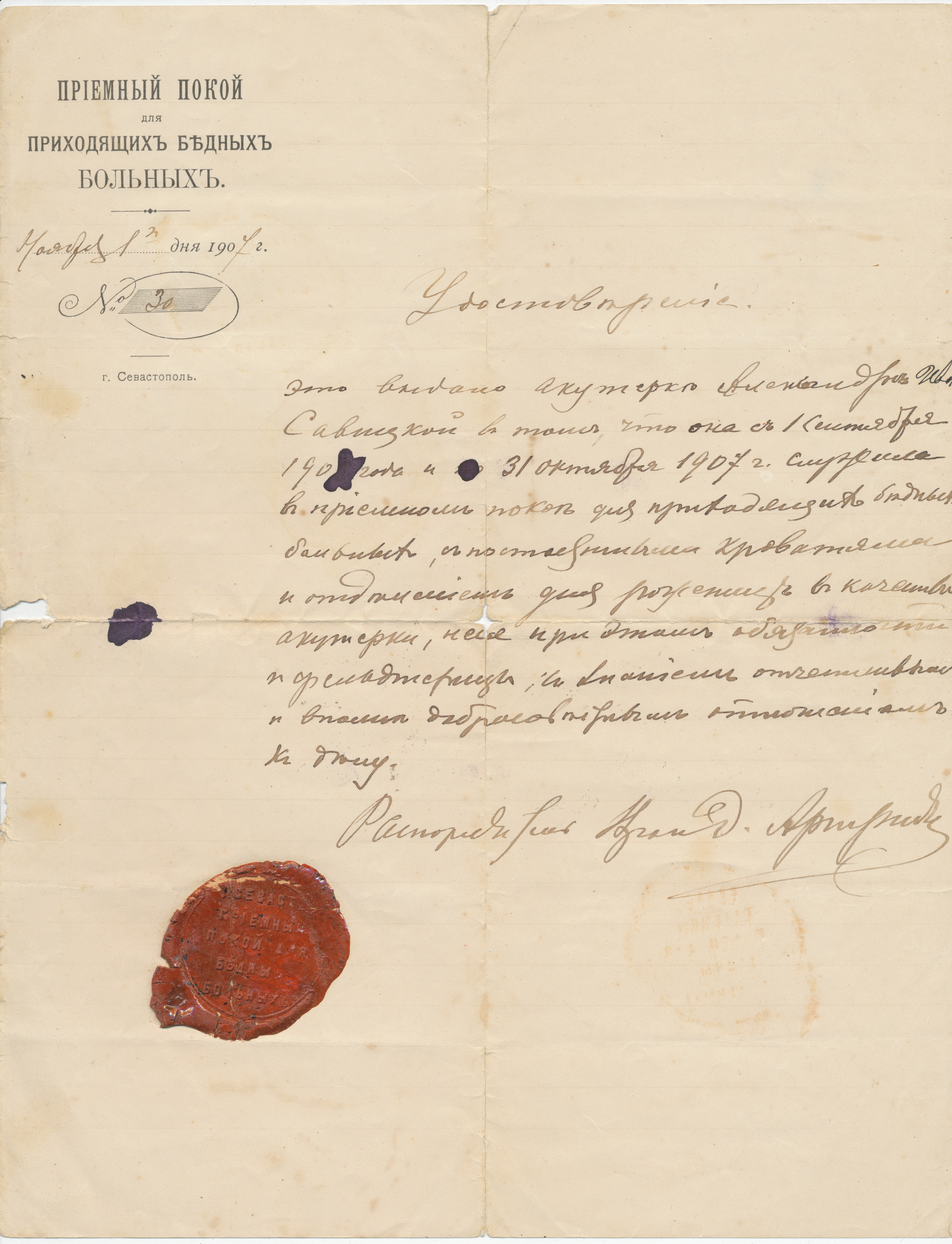
Удостоверение акушерки приёмного покоя для приходящих бедных больных г. Севастополя, 1907 г.

## История
Городская больница № 1 создана в 1868 году. В отчёте Севастопольского градоначальника за 1868 год сказано, что Земская городская больница имеет 12 коек, штат её состоит из 1-го врача, 1-го фельдшера и 1-го смотрителя.
Через 10 лет указывалось, что больница имеет уже 25 коек (из них 20 мужских и 5 женских) и обслуживает при этом 19653 жителей города. Помещением больницы служил небольшой ветхий дом, находящийся среди тесно расположенных частных построек городской окраины, убогий, весьма неудобный в санитарном отношении.
Лишь к концу столетия Земская управа изыскала средства для строительства нескольких одноэтажных корпусов лечебницы, соединённые между собой крытыми переходами. Отопление печное, удобств никаких, оборудование примитивное. Коечный фонд при этом увеличился до 80, а медперсонал состоял из 2-х врачей, 4-х фельдшеров, смотрителя, аптекаря и 3-х сиделок.
В 1901 году старшим врачом (так в то время назывались главные врачи) стал хирург Никонов С. А. За короткий срок он добился строительства флигеля для инфекционных больных, открыл женское венерическое отделение, ввёл амбулаторный приём больных с бесплатной выдачей лекарств, значительно расширил объём хирургической деятельности.
Заметный вклад в развитие городской (с 1921 года переименованной в I Советскую больницу) внесли старшие (а в последующем главные) врачи Потапов Г. И., Либих Ф. Ф., Волков В. И., Кравченко М. Н., Тащеев С. К., Левин И. Г. и Толль М. Х.
К 1941 году коечный фонд больницы составлял 550 коек. В отделениях действовала физиотерапевтическая аппаратура, работало 2 рентген-аппарата. На территории больницы размещались станции скорой помощи и переливания крови. Больница имела свою дезкамеру и грузовой транспорт.
Городская больница в первые же дни Великой Отечественной войны перестроила свою работу. Число коек было свёрнуто до 300, весь персонал переведён на казарменное положение. В октябре 1941 года больница с основным оборудованием и частью медперсонала (в основном среднего и младшего) была передана военному госпиталю № 1428 Приморской армии.
После захвата немцами Севастополя больница просуществовала недолго: врачей и больных разогнали, а врачей-евреев расстреляли.
Не все медицинские работники горбольницы № 1 остались живы в дни обороны и оккупации Севастополя. В честь подвигов медиков во время Великой Отечественной войны у входа в административный корпус больницы со стороны 5-й Бастионной улицы в 1976 году установлен гранитный памятник с изображением медицинской сестры, оказывающей помощь раненому.
В послевоенное время 1 городская больница представляла собой развалины, груды камней, грязь, запустение. Из 11 зданий довоенной больницы остался лишь один гинекологический корпус; подвалы хирургического корпуса с частично сохранившимися стенами 1-го этажа да остатки небольшого здания в центре территории.
9 мая 1944 года главным врачом больницы была назначена Елена Ивановна Кубрак. С её приходом началось быстрое восстановление разрушенной в условиях войны больницы, оснащение необходимым оборудованием, инструментами, медикаментами, обеспечение больных питанием.
Через 3 месяца в двух отремонтированных зданиях и подвале хирургического корпуса было развёрнуто 175 коек (родильное — 4, хирургическое — 50, кожно-венерическое — 30 и инфекционное — 90). Условия для медперсонала были тяжёлыми. Канализации и водоснабжения не было. Воду сначала приносили сообща вёдрами, искать её приходилось по всему городу. Оборудование отсутствовало, ремонтировали и использовали то, что находили среди развалин. Больных в своём белье клали на кровати, собранные на свалках. Из числа сотрудников больницы было создано 3 бригады, которые во внерабочее время засыпали на территории воронки от снарядов и бомб, заделывали пробоины в стенах.
Через несколько месяцев был открыт приёмный покой (одна комната, где дежурил фельдшер или медсестра). Ургентная служба отсутствовала. По всей больнице дежурил 1 врач. Узкие специалисты при необходимости вызывались из дому. Укомплектованность медицинскими кадрами не превышала 30 %.
В конце 1945 года на территории больницы, где сейчас стоит памятник Н. И. Пирогову, были построены два деревянных домика, в которых разместилось инфекционное отделение, начало восстанавливаться урологическое отделение. Помогали другие города. 1946—1947 годы бурного восстановления и развития медучреждение города. К 1950 году больница была полностью восстановлена до своего предвоенного уровня. Почти все отделения больницы осуществляли не только плановую, но и экстренную помощь населению города.
Расширялись и создавались новые поликлинические отделения и здравпункты. В настоящее время обслуживание пациентов ведут поликлиника № 1, 2, 3, амбулатория семейной медицины, студенческая поликлиника СевНТУ. Количество посещений в поликлиниках в течение года более 700 тысяч.
В настоящее время больница обслуживает более 400 тысяч человек, штатная численность медперсонала свыше 2000 человек, из них около 400 врачей.

## Деятельность
Больница является научно-практической базой субинтернатуры и интернатуры для студентов медицинских институтов и училищ, базой повышения квалификации врачей и медицинских сестёр, филиалом некоторых кафедр медицинских институтов. Ведётся научно-исследовательская работа. Имеется очень тесный контакт с ведущими клиниками развивается сотрудничество с учёными и врачами других стран.
Мощность поликлиники — 1200 посещений в смену. За год более 700 000 обращений граждан.
По таким нозологиям как: острые желудочно-кишечные кровотечения, тяжёлые формы панкреатитов, политравма, патология сосудов, ЛОР-органов, нейрохирургия, урология, глазные болезни, челюстно-лицевая патология, реанимация — медицинская помощь оказывается только в 1-й городской больнице.
Также в больнице создан диагностический центр, включающий в себя рентген, УЗИ, КТ, МРТ, эндоскопию, радиоизотопное отделение.
Из 18 отделений стационара 11 отделений имеет хирургический профиль. На базе общехирургического отделения имеются специализированные хирургические койки: сосудистые, проктологические, эндокринологические. Освоены методики лапароскопической хирургии, хирургии мини-доступов, мало-инвазивных методов под УЗИ-контролем при полостной патологии и варикозно-расширенных венах нижних конечностей (косметические операции).
Отделения терапевтического профиля это: кардиологическое отделение на 80 коек, включает в себя палату интенсивной терапии, для лечения больных с острой сердечно-сосудистой патологией; неврологическое отделение на 60 коек для лечения больных с острой цереброваскулярной патологией; нефрологическое отделение на 30 коек для лечения больных с патологией мочевыводящей системы, 30 коек для лечения больных с гипертонической болезнью, хронической гипертонической болезнью; терапевтическое отделение на 60 коек и 15 коек для лечения онко-гематологических больных.
1-я городская больница осуществляет 47 %, то есть половину объёма хирургических вмешательств, гражданскому населению г. Севастополя то есть 13 000 операций в год.
Больница расположена по адресу: 299011, г. Севастополь, ул. Адм. Октябрьского, 19.

## Структура больницы

### Стационар
- приёмное отделение,
- диагностический центр,
- терапевтическое отделение,
- хирургическое отделение № 1 (https://web.archive.org/web/20121124034052/http://www.sevhirurg.com.ua/),
- хирургическое отделение № 2,
- реанимационное отделение,
- офтальмологическое отделение,
- ЛОР отделение,
- отделение челюстно-лицевой хирургии,
- нейрохирургическое отделение,
- урологическое отделение,
- травматологическое отделение,
- неврологическое отделение,
- нефрологическое отделение,
- кардиологическое отделение,
- гинекологическое отделение,
- травмпункт,
- клиническая лаборатория,
- аптека,
- патологоанатомическое отделение.
- кабинет функциональной диагностики

### Амбулаторно-поликлиническая служба
- поликлиника № 1 (ул. Адм. Октябрьского, 19),
- поликлиника № 2 (ул. Ерошенко, 11),
- поликлиника № 3 (ул. Б. Михайлова, 4),
- Филиал №1: поликлиника №4 (ул.Силаева)
- Больница им.Даши Севастопольской - Филиал №2:поликлиника №5 (пл.Геннериха,1)
- амбулатория общей практики  семейной медицины (ул. Шевченко, 3).